# Трикутникова торгівля

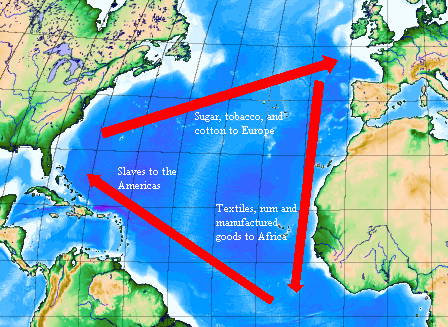
Класичний торговий трикутник

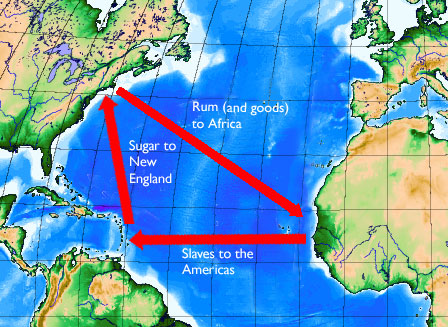
Альтернативний торговий трикутник

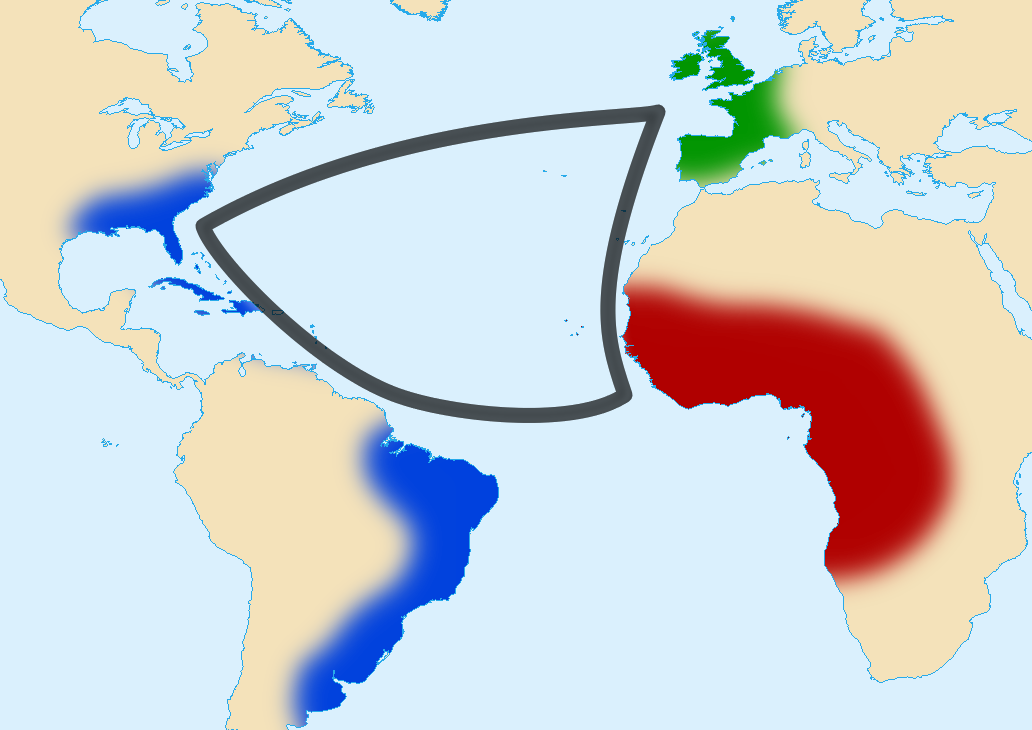
Напрямки трансатлантичної торгівлі в XVII—XVIII століттях

Трикутникова торгівля — тип торгівлі між трьома пунктами призначення, у кожен із яких поставляється необхідний йому товар, тим самим зменшуючи торгові дисбаланси.
Класичним випадком була трансатлантична работоргівля британських кораблів між Європою, Африкою і Карибським басейном в XVI—XVIII століттях.
- Із Британії в Африку везлися мануфактурні товари — тканини, металеві вироби, зброя і товари широкого вжитку.
- В Африці ці товари вимінювалися на рабів, яких везли в район Карибського моря.
- На Карибах закуповували цукор, патоку, тютюн, бавовну, індиго для поставки в  Європу.